# Жулдиз (Осакаровський район)
Жулди́з (каз. Жұлдыз) — село у складі Осакаровського району Карагандинської області Казахстану. Адміністративний центр та єдиний населений пункт Жулдизького сільського округу.
Населення — 213 осіб (2021; 308 у 2009, 472 у 1999, 942 у 1989).
Національний склад станом на 1989 рік:
- росіяни — 47 %;
- німці — 25 %.

Станом на 1989 рік село називалось Звєзда, до 2023 року — Звьоздне.